# Доркус Індзікуру
Доркус Індзікуру (англ. Dorcus Inzikuru; нар. 2 лютого 1982) — угандійська легкоатлетка, яка спеціалізувалася на стипль-чезі та бігу на довгі дистанції.

## Спортивні досягнення
Учасниця олімпійських змагань з бігу на 5000 метрів (2004) та 3000 метрів з перешкодами (2012), на яких не змогла вийти до фінальних забігів.
Перша в історії чемпіонка світу з бігу на 3000 метрів з перешкодами (2005).
Фінішувала 18-ю (2005) та 38-ю (2004) в дорослих забігах на короткій дистанції на чемпіонатах світу з кросу.
Чемпіонка світу серед юніорів з бігу на 5000 метрів (2000).
Фінішувала 10-ю в юніорському забігу на чемпіонаті світу з кросу (2000).
Фіналістка (8-е місце) чемпіонату світу серед юнаків з бігу на 5000 метрів (1999).
Срібна призерка чемпіонату Африки з бігу на 5000 метрів (2002).
Срібна призерка Африканських ігор з бігу на 5000 метрів (2003). Фіналістка (6-е місце) Африканських ігор з бігу на 5000 метрів (1999).
Чемпіонка Ігор Співдружності з бігу на 3000 метрів з перешкодами (2006). Фіналістка (4-е місце) Ігор Співдружності з бігу на 5000 метрів (2002).
Фінішувала 4-ю на єдиному в своїй кар'єрі марафонському забігу в Брайтоні (2013).
Чемпіонка Уганди з бігу на 5000 метрів (2001), 20 кілометрів (2006) та напівмарафону (2004).
Чемпіонка Італії в приміщенні з бігу на 3000 метрів (2004).